# 박일재
박일재(1933년 2월 27일 ~ 2021년 8월 20일)는 대한민국의 정치인이다. 제36대 영암군수를 역임했다.

## 역대 선거 결과
|  | 36.73% |

|  | 48.09% |